# Yaaku (peuple)
Pour les articles homonymes, voir Yaaku.
Les Yaaku sont un peuple autochtone du Kenya, vivant dans la forêt Mukogodo à l'Ouest du Mont Kenya. Un mouvement est apparu au début du XXIe siècle pour revitaliser la langue et les traditions yaaku.

## Ethnonymie
Selon les sources et le contexte, on observe différentes formes : Mogogodo, Mukogodo, Mukoquodo, Ndorobo, Siegu, Yaakua, Yaakus, Yaku.

## Langue
Leur langue est le yaaku ou yakunte, une langue couchitique, mais elle est en voie de disparition au profit du maa de leurs voisins Maasaï.